# مضاض عريض الأوراق
المُضاض عريض الأوراق أو المرجان عريض الأوراق (باللاتينية: Euonymus latifolius) نوع نباتي يتبع جنس المُضاض من الفصيلة الحرابية (باللاتينية: Celastraceae).
موطنه المشرق العربي والمغرب العربي وحوض البحر الأبيض المتوسط وأوروبا.